# Periferija Zapadna Grčka
Zapadna Grčka(grčki: Δυτική Ελλάδα, Ditiki Ellada) je jedna od trinaest grčkih periferija.  Ova Periferija podjeljena je na sljedeće prefekture; Ahaja, Etolija-Akarnija i Elida.
Klimu u ovom dijelu Grčke karakteriziraju vruća ljeta i blage zime. Zimi ima snijega koji pada po planinama Erimantus, Panačajkus i Aronija. Najviše zimske temperature su oko 10°C .

## Veći gradovi u periferiji Zapadna Grčka
- Messolonghi (Μεσολόγγι)
- Agrínio (Αγρίνιο)
- Aígio (Αίγιο)
- Amaliáda (Αμαλιάδα)
- Patrai (Πάτρα)
- Pirgos (Πύργος)

## Vanjske poveznice
- Službene stranice  Arhivirana inačica izvorne stranice od 10. ožujka 2009. (Wayback Machine) (grč.)